# Saint-Marcel-lès-Valence
Saint-Marcel-lès-Valence is een gemeente in het Franse departement Drôme (regio Auvergne-Rhône-Alpes) en telt 4114 inwoners (1999). De plaats maakt deel uit van het arrondissement Valence.

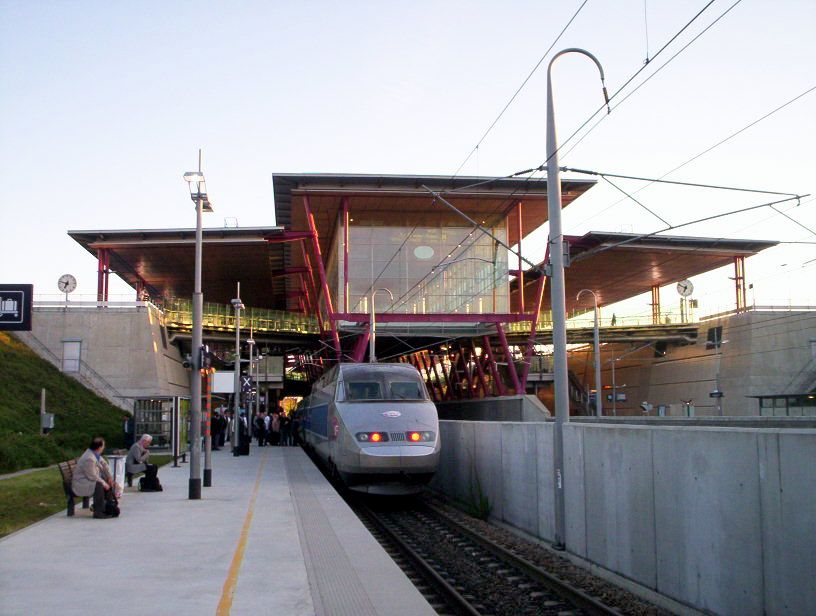
Station van Valence
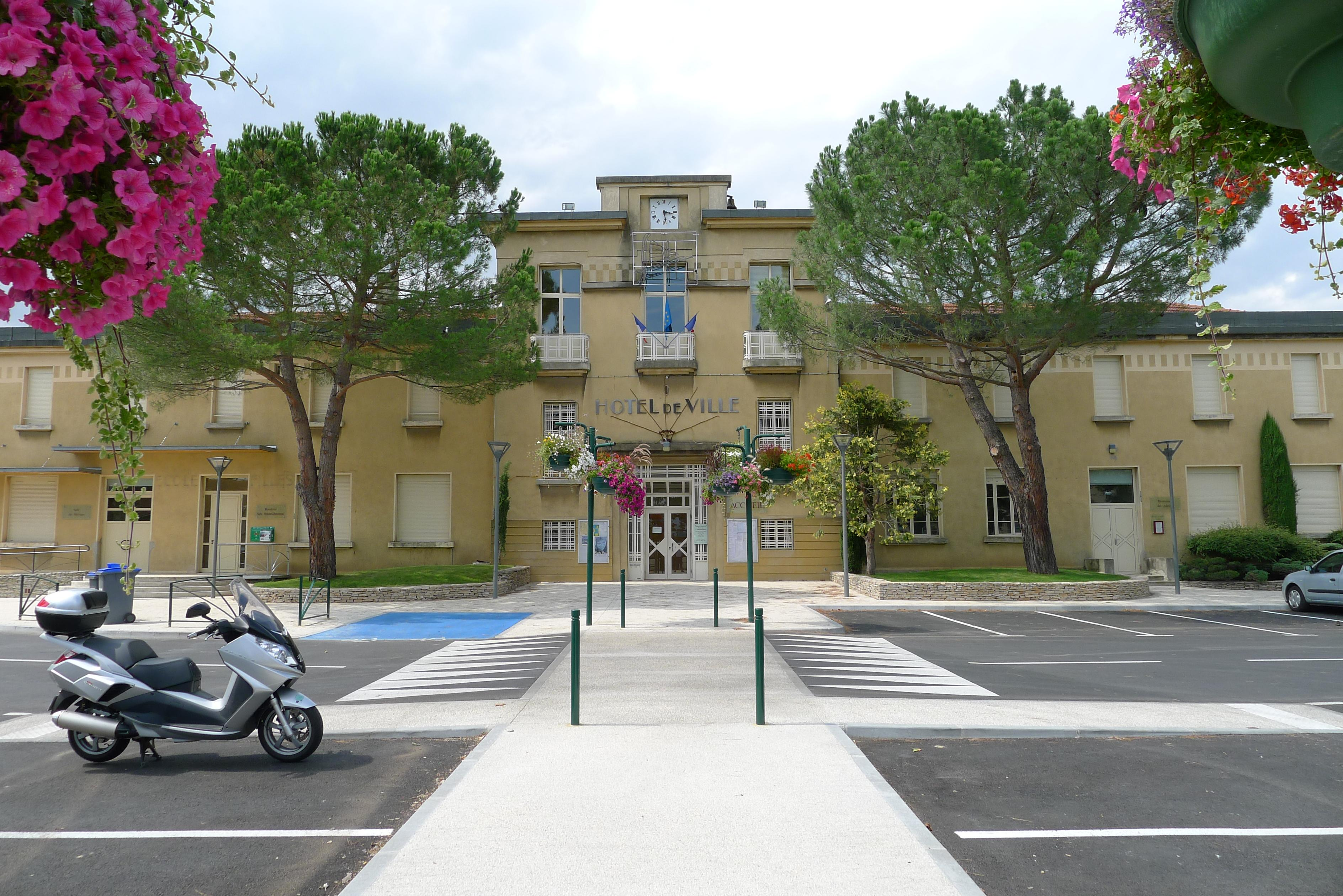
Gemeentehuis

## Geografie
De oppervlakte van Saint-Marcel-lès-Valence bedraagt 15,1 km², de bevolkingsdichtheid is 272,5 inwoners per km².
De onderstaande kaart toont de ligging van Bourg-lès-Valence met bodemgebruik, de belangrijkste infrastructuur en aangrenzende gemeenten.

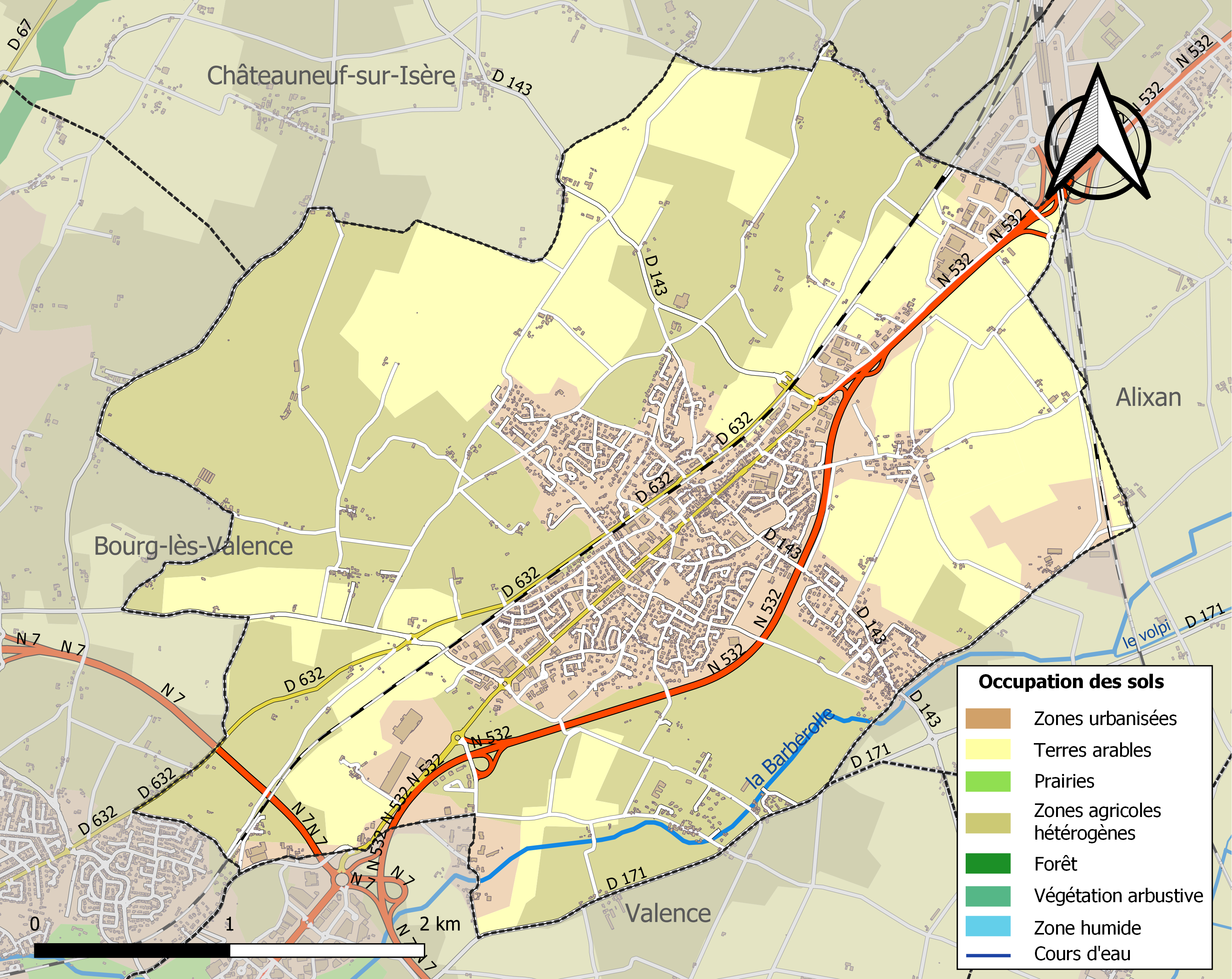

## Demografie
Onderstaande figuur toont het verloop van het inwonertal (bron: INSEE-tellingen).